# Leo de Hartogh
 (octobre 2018).
Si vous disposez d'ouvrages ou d'articles de référence ou si vous connaissez des sites web de qualité traitant du thème abordé ici, merci de compléter l'article en donnant les références utiles à sa vérifiabilité et en les liant à la section « Notes et références ».
Leo de Hartogh, né le 2 juin 1916 à Rotterdam et mort le 5 octobre 2007 à La Haye, est un acteur néerlandais.

## Carrière
Il est l'époux de l'actrice Teddy Schaank. Il  est le père de l'actrice Linda van Dyck

## Filmographie

### Cinéma et séries télévisées
- 1936 : Zomerzotheid
- 1936 : Jonge harten
- 1937 : De man zonder hart
- 1957 : Kleren maken de man
- 1966 : De Arme dieven : Soldaat Grimmins
- 1968 : Lucelle : Vader Carpony
- 1973 : Een mens van goede wil : Nonkel Dolf
- 1974 : De receptie
- 1978 : Meneer Klomp : Gerard Klomp